# Малафеево (Нижегородская область)
Малафеево — деревня в составе Семёновского сельсовета в Уренском районе Нижегородской области.

## География
Находится на расстоянии примерно 18 километров по прямой на юг-юго-запад от районного центра города Урень.

## История
Известна с 1723 года. Деревня до 1768 года относилась к главной дворцовой канцелярии, потом Придворной конторы, с 1797 крестьяне стали удельными. Население было старообрядцами-поповцами. В 1856 году было учтено 9 дворов и 71 житель, в 1916 году 29 дворов и 154 жителей. В советское время работал колхоз им.Сталина. В 1978 году было 55 жителей, а 1991 31 житель.

## Население
Постоянное население  составляло 15 человек (русские 100%) в 2002 году, 9 в 2010 .